# Раманатапурам – Тутукуді
Раманатапурам – Тутукуді – газопровід на півдні Індії у штаті Тамілнад. 
У 2010-х роках вирішили перевести продукування аміаку в Тутукуді (діє у складі потужного комплексу з виробництва добрив) з нафтопродуктів на природний газ. Перший крок до цього вдалось зробити в 2021 році, коли став до ладу газопровід Раманатапурам – Тутукуді довжиною 141 км та діаметром 450 мм, що подає продукцію родовищ зони Рамад (так само штат Тамілнад, басейн Кавері).
Первісно ділянка Раманатапурам – Тутукуді повинна була стати частиною газопроводу Енноре – Тутукуді – основного елементу газопровідної система ETBPNMTPL (Ennore Thiruvallur Bangalore Puducherry Nagapattinam Madurai Turicorin Pipeline), що призначена для видачі регазифікованої продукції з терміналу ЗПГ Енноре. Втім, у підсумку маршрут ETBPNMTPL відкоригували та перемістили далі від узбережжя.